# Shalim
Shalim ou Shalem (en ougaritique : 𐎌𐎍𐎎, šlm) est un dieu cananéen. Shalim, et son pendant  Shahar, semblent être des divinités astrales associées à la planète Vénus. Shahar évoquant le matin,  Shahar serait le dieu de l'aube identifié avec « l'étoile du matin » et  Shalim le dieu du crépuscule, identifié avec « l'étoile du soir ». Shalim peut aussi  être la « santé » divinisée. Le dieu Shalim est probablement une partie de l'étymologie de la ville de Jérusalem (« ville de Shalim »). D'autres noms bibliques de la famille du roi David sont parfois compris comme des noms théophores contenant le nom du dieu Shalim (Absalom, Salomon).

## Ougarit

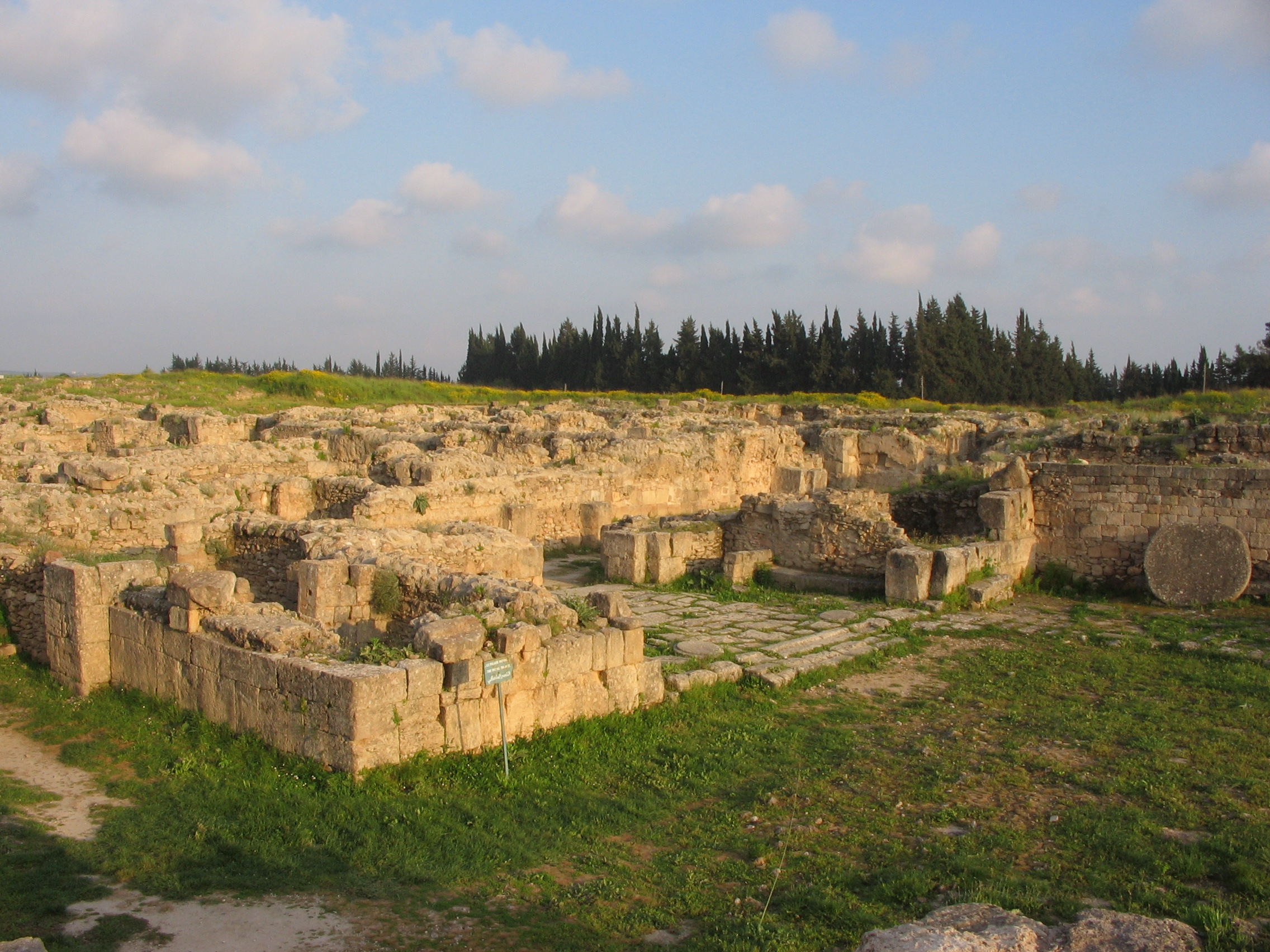
Ruines du palais d'Ougarit

Shalim est notamment connu grâce aux inscriptions sur des tablettes exhumées lors des fouilles du palais d’Ougarit sur le tell de Ras Shamra en Syrie. Les fouilles du palais d'Ougarit ont livré des dépôts d'archives considérables, rédigées en plusieurs écritures et en diverses langues. En 1930, MM. Schaeffer et Chenet ont recueilli de nombreux textes, dont l'un des mieux conservés est un poème qui relate la naissance des « dieux gracieux et beaux ». Ce bref récit mythique décrit la naissance des divinités dont Shahar et Shalim. La tablette relate le mariage sacré du grand dieu El avec deux femmes (dont l'une d'elles serait Athirat) de qui il engendre les deux dieux jumeaux. Après un nouveau "mariage", El engendre les "dieux gracieux" que l'on appelle les enfants de la mer. Il s'agirait d'un mythe d'origine de la civilisation et de l'agriculture. Les dieux nouvellement engendrés sont affamés et ils ne sont rassasiés que lorsqu'ils ont accès aux produits du sol cultivé. En voici un extrait :

« J'invoque les dieux gracieux... et les beaux enfants princiers...

paix au roi, paix à la reine, aux officiants et aux gardes...

Sept années, huit périodes s'accomplissent jusqu'à ce que les dieux

gracieux aillent aux champs. Ils parcourent les confins de la steppe, ils

rencontrent un gardien de la culture : "Gardien, gardien, ouvre ! S'il y a de

la nourriture, donne-nous à manger. S'il y a du vin, donne-nous à boire... »

— La naissance des dieux gracieux et beaux (tablette conservée au musée du Louvre).